# A mis quince (Miss XV)
«A mis quince (Miss XV)» es una canción de la banda mexicano-argentina Eme 15, perteneciente a su álbum debut Eme 15 escrita por Lynda Thomas y Carlos Lara, bajo la producción de Pedro Damián.
La canción es interpretada por las cantantes Paulina Goto y Natasha Dupeyrón, con la participación vocal de los miembros masculinos de la banda.

## Antecedentes
«A Mis Quince» es uno de los temas de apertura de la teleserie Miss XV, lanzada como primer sencillo promocional de los tres previstos con anterioridad. En México fue lanzado el día 12 de junio de 2012 en las radios y en iTunes para descargar.

### Promoción
La canción fue promocionada por primera vez en los Kid's Choice Awards México 2011 junto con el tema «Wonderland». En mayo de 2012 la canción fue interpretada en el Auditorio Nacional de México.

## Lista de canciones
| N.º | Título         | Duración |  |
| 1.  | «A Mis Quince» | 3:43     |  |